# Nebelkönig farkasfalka
Az Nebelkönig farkasfalka a Kriegsmarine tengeralattjárókból álló második világháborús támadóegysége volt, amely összehangoltan tevékenykedett 1942. július 27. és 1942. augusztus 14. között a Norvég-tengeren, az Izlandtól északkeletre. A Nebelkönig (Ködkirály) farkasfalka tíz búvárhajóból állt. A falka egy hajót sem süllyesztett el, a tengeralattjáróknak nem volt veszteségük.

## A farkasfalka tengeralattjárói
| A hajó száma | Parancsnoka           | Részvétel kezdete  | Részvétel vége      |
| ------------ | --------------------- | ------------------ | ------------------- |
| U–255        | Reinhart Reche        | 1942. augusztus 7. | 1942. augusztus 9.  |
| U–355        | Günter La Baume       | 1942. július 27.   | 1942. augusztus 14. |
| U–403        | Heinz-Ehlert Clausen  | 1942. augusztus 7. | 1942. augusztus 14. |
| U–405        | Rolf-Heinrich Hopman  | 1942. július 27.   | 1942. augusztus 14. |
| U–435        | Siegfried Strelow     | 1942. július 27.   | 1942. augusztus 14. |
| U–586        | Dietrich von der Esch | 1942. július 27.   | 1942. augusztus 14. |
| U–589        | Hans-Joachim Horrer   | 1942. július 27.   | 1942. augusztus 11. |
| U–591        | Hans-Jürgen Zetzsche  | 1942. július 27.   | 1942. augusztus 13. |
| U–592        | Carl Borm             | 1942. július 27.   | 1942. augusztus 13. |
| U–657        | Heinrich Göllnitz     | 1942. július 27.   | 1942. augusztus 14. |